# Надстройка (динамические системы)
Надстройка в теории динамических систем — специальным образом построенное векторное поле, динамика которого моделирует динамику итераций данного диффеоморфизма {\displaystyle F:M\to M} многообразия {\displaystyle M}. Процедура построения надстройки является в определённом смысле обратной к взятию отображения Пуанкаре на трансверсальном сечении к потоку, и в определённом смысле обосновывает нестрогое утверждение «эффекты, которые наблюдаются для отображений в размерности {\displaystyle k}, наблюдаются для потоков в размерности {\displaystyle k+1}». Обобщением понятия надстройки является специальный поток — в этом случае, время возвращения берётся непостоянным.

## Определение
Надстройкой над диффеоморфизмом {\displaystyle F:M\to M} многообразия {\displaystyle M} называется поток, заданный векторным полем {\displaystyle \partial /\partial t} на многообразии
{\displaystyle {\tilde {M}}=\{(x,t)|x\in M,t\in [0,1]\}/((x,1)\sim (F(x),0)).}
Иными словами, многообразием потока является произведение {\displaystyle M\times [0,1]}, у которого верхняя и нижняя границы отождествлены по отображению {\displaystyle F}, а векторное поле просто «вертикально». Тем самым, отображение последования за время {\displaystyle n} вдоль этого поля соответствует {\displaystyle n} итерациям {\displaystyle F} по {\displaystyle x}-координате.
Эти поток и многообразие можно также представить как фактор многообразия {\displaystyle M\times \mathbb {R} } с «вертикальным» векторным полем {\displaystyle \partial /\partial t} по (коммутирующему с этим полем) действию группы {\displaystyle \mathbb {Z} }, порождённому отображением {\displaystyle (x,t)\mapsto (F(x),t+1)}.
Обобщением понятия надстройки является специальный поток, в котором время возвращения на сечение {\displaystyle M\times \{0\}} оказывается функцией. А именно, специальным потоком, соответствующим отображению {\displaystyle F} и функции {\displaystyle \varphi } называется поток, заданный векторным полем {\displaystyle \partial /\partial t} на многообразии
{\displaystyle {\tilde {M}}=\{(x,t)|x\in M,t\in [0,\varphi (x)]\}/((x,\varphi (x))\sim (F(x),0)).}